# Millî Küme 1940
Die Millî Küme 1940 war die vierte ausgetragene Saison der Millî Küme. Meister wurde zum zweiten Mal Fenerbahçe Istanbul.

## Teilnehmende Mannschaften
- Beşiktaş Istanbul – Aus der  İstanbul Futbol Ligi als 1. Platz
- Fenerbahçe Istanbul – Aus der İstanbul Futbol Ligi als 2. Platz
- Galatasaray Istanbul – Aus der İstanbul Futbol Ligi als 3. Platz
- Vefa Istanbul – Aus der İstanbul Futbol Ligi als 4. Platz
- Gençlerbirliği Ankara – Aus der Ankara Futbol Ligi als 1. Platz
- Muhafızgücü Ankara – Aus der Ankara Futbol Ligi als 2. Platz
- Altınordu Izmir – Aus der İzmir Futbol Ligi als 1. Platz
- Altay Izmir – Aus der İzmir Futbol Ligi als 2. Platz

## Statistiken

### Abschlusstabelle
Punktesystem
Sieg: 3 Punkte, Unentschieden: 2 Punkte, Niederlage: 1 Punkt
| Pl. | Verein                | Sp. | S  | U | N  | Tore    | Diff. | Punkte |
| --- | --------------------- | --- | -- | - | -- | ------- | ----- | ------ |
| 1.  | Fenerbahçe Istanbul   | 14  | 11 | 2 | 1  | 049:170 | +32   | 38     |
| 2.  | Galatasaray Istanbul  | 14  | 9  | 2 | 3  | 045:190 | +26   | 34     |
| 3.  | Muhafızgücü Ankara    | 14  | 6  | 2 | 6  | 035:300 | +5    | 28     |
| 4.  | Gençlerbirliği Ankara | 14  | 7  | 0 | 7  | 031:270 | +4    | 28     |
| 5.  | Beşiktaş Istanbul     | 14  | 5  | 3 | 6  | 037:400 | −3    | 27     |
| 6.  | Altay Izmir           | 14  | 4  | 4 | 6  | 024:420 | −18   | 26     |
| 7.  | Altınordu Izmir       | 14  | 4  | 1 | 9  | 023:440 | −21   | 23     |
| 8.  | Vefa Istanbul         | 14  | 2  | 2 | 10 | 020:450 | −25   | 20     |

### Torschützenliste
Bei gleicher Anzahl von Treffern sind die Spieler alphabetisch nach Nachnamen bzw. Künstlernamen sortiert.
| Rang | Name           | Mannschaft            | Tore |
| ---- | -------------- | --------------------- | ---- |
| 1.   | Melih Kotanca  | Fenerbahçe Istanbul   | 23   |
| 2.   | Gündüz Kılıç   | Galatasaray Istanbul  | 16   |
| 3.   | Hakkı Yeten    | Beşiktaş Istanbul     | 14   |
| 4.   | Şeref Görkey   | Beşiktaş Istanbul     | 11   |
| 5.   | Fikret Kırcan  | Fenerbahçe Istanbul   | 8    |
| 5.   | Mustafa Kökçam | Gençlerbirliği Ankara | 8    |
| 5.   | Süleyman Tekil | Galatasaray Istanbul  | 8    |
| 8.   | Sait Altınordu | Altınordu Izmir       | 7    |
| 8.   | İbrahim Tusder | Beşiktaş Istanbul     | 7    |
| 8.   | Vahap Özaltay  | Altay Izmir           | 7    |

### Kreuztabelle
| 1940                  | Fenerbahçe Istanbul | Galatasaray Istanbul | MUH | Gençlerbirliği Ankara | Beşiktaş Istanbul | Altay Izmir | Altınordu Izmir | Vefa Istanbul |
| --------------------- | ------------------- | -------------------- | --- | --------------------- | ----------------- | ----------- | --------------- | ------------- |
| Fenerbahçe Istanbul   |                     | 3:2                  | 3:1 | 3:1                   | 2:1               | 9:2         | 7:0             | 5:2           |
| Galatasaray Istanbul  | 1:1                 |                      | 4:0 | 5:0                   | 4:4               | 2:1         | 3:0             | 3:0           |
| Muhafızgücü Ankara    | 2:2                 | 0:2                  |     | 5:3                   | 4:3               | 2:2         | 5:0             | 1:2           |
| Gençlerbirliği Ankara | 2:1                 | 0:1                  | 1:3 |                       | 4:2               | 5:3         | 5:0             | 7:1           |
| Beşiktaş Istanbul     | 2:5                 | 2:9                  | 4:2 | 2:0                   |                   | 5:0         | 3:4             | 2:2           |
| Altay Izmir           | 0:2                 | 5:4                  | 2:1 | 1:0                   | 1:1               |             | 2:2             | 2:1           |
| Altınordu Izmir       | 1:2                 | 1:0                  | 1:6 | 0:1                   | 2:3               | 6:1         |                 | 3:2           |
| Vefa Istanbul         | 0:4                 | 2:5                  | 1:3 | 0:2                   | 1:3               | 2:2         | 4:3             |               |

## Die Meistermannschaft von Fenerbahçe Istanbul
| 1.                  | Fenerbahçe Istanbul |
| Fenerbahçe Istanbul | - Tor: Cihat Arman; İrfan Denever; Nuri Pekesen - Abwehr: Lebip Elmas; Orhan Menemencioğlu; Faruk Hızer; Muzaffer Ateşçi; Şevket Demirtepe; Fazıl Arzık - Mittelfeld: Esat Kaner; Ömer Boncuk; Ali Rıza Tansı; Mehmet Reşat Nayır; Hayati Öney; Yorgo Angelidis - Angriff: Fikret Kırcan; Basri Taşkavak; Melih Kotanca; Fikret Arıcan; Rebii Erkal; Yaşar Yalçınpınar; Naci Bastoncu; Semih Arıcan; Bülent Büyükyüksel; Rasih Minkari; Nazım Kayar - Trainer: Fikret Arıcan |